# Magdalena de Kino
Magdalena de Kino é um município do estado de Sonora, no México.